# 블로흐 파

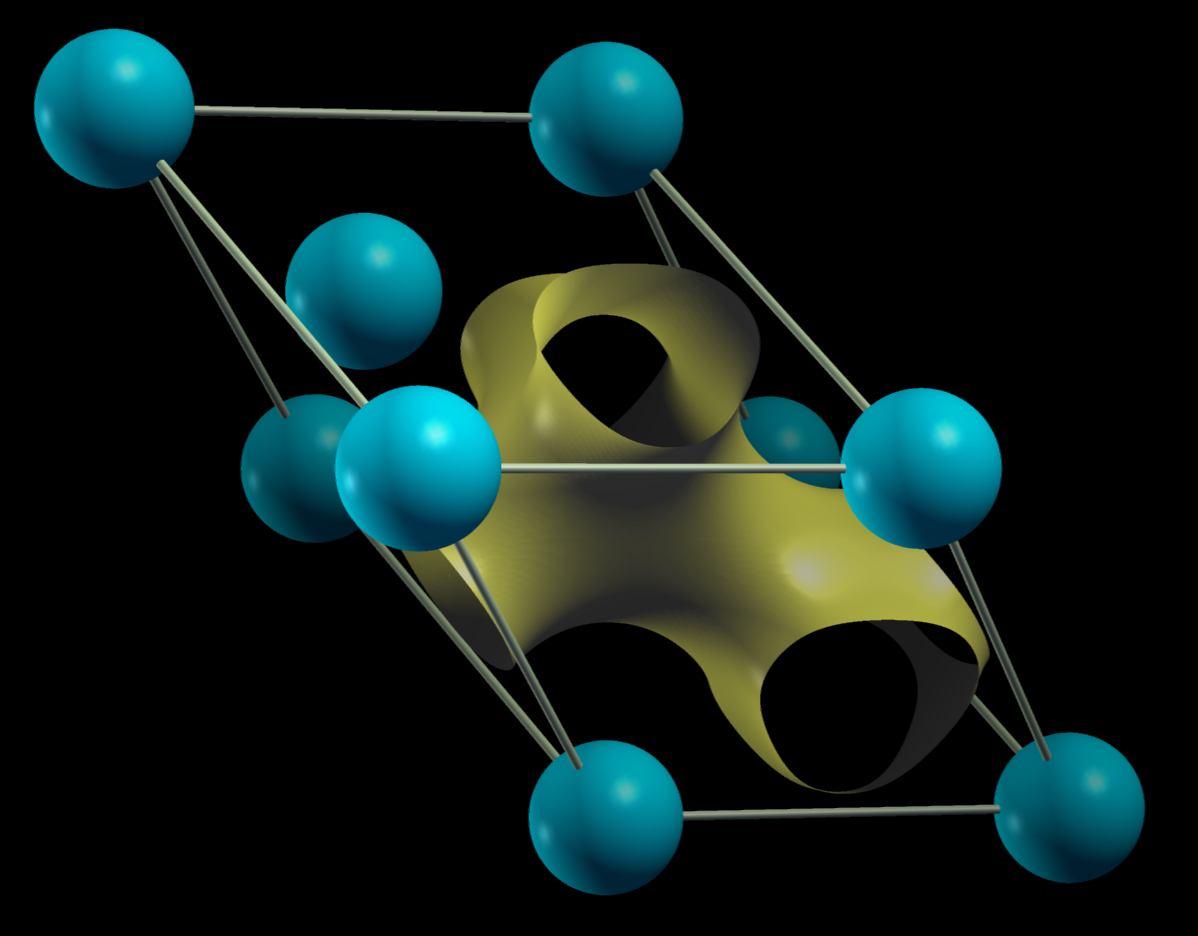
실리콘 결정속의 블로흐 파

블로흐 파(Bloch wave) 또는 블로흐 상태(Bloch state)란 주기적인 퍼텐셜 상의 입자에 대한 파동 함수다. 주기적인 퍼텐셜에선 파동 함수도 주기적으로 나타나게 되는데 그 형태가 평면파 외피에 주기적인 함수가 들어있는 형태로 되어있다는 것을 펠릭스 블로흐가 밝혀내었다. 이를 블로흐 정리(Bloch theorem)라 한다.

## 블로흐 정리
퍼텐셜이 주기적 함수, 즉 격자의 임의의 이동벡터 T에 대해
{\displaystyle U(\mathbf {r} )=U(\mathbf {r} +\mathbf {T} )}
가 성립하면 슈뢰딩거 방정식의 고유 함수, 즉 파동 함수를 다음과 같이 쓸 수 있다.
{\displaystyle \psi _{\mathbf {k} }(\mathbf {r} )=u_{\mathbf {k} }(\mathbf {r} )e^{i\mathbf {k} \cdot \mathbf {r} }}
여기서 uk(r) 은 퍼텐셜과 같은 주기적 성질을 갖는 함수이다.
{\displaystyle u_{\mathbf {k} }(\mathbf {r} )=u_{\mathbf {k} }(\mathbf {r} +\mathbf {T} )}
이러한 형태를 갖는 파동 함수를 블로흐 함수(Bloch function)라 한다.

## 역사
펠릭스 블로흐가 1928년에 도입하였다.